# Georg Langheld
Georg Langheld (* 3. Februar 1905 in Chemnitz; † 23. Januar 1973 in Bremen) war ein deutscher Seeoffizier, zuletzt Kapitän zur See der Kriegsmarine.

## Leben
Georg Langheld trat 1924 in die Reichsmarine ein, wurde am 1. Juli 1930 zum Oberleutnant zur See befördert und diente 1931 bei dem Flottenkommando als Flaggleutnant. Am 1. April 1935 wurde er zum Kapitänleutnant befördert.
Georg Langheld galt als jüdischer Mischling und wurde 1934 mit einer „Deutschblütigkeitserklärung“ versehen. Als Offizier konnte er trotz seiner Abstammung bis Kriegsende dienen.
Ab September 1935 war er für ein Jahr Kommandant des Torpedobootes Seeadler, übernahm bei der 2. Torpedobootflottille von September 1936 bis April 1937 das Torpedoboot Albatros und war anschließend bis Oktober 1937 wieder Kommandant der Seeadler.
Kommandant des Zerstörers Z 8 Bruno Heinemann, welcher der 4. Zerstörerflottille (Bremerhaven) unterstellt war, war Korvettenkapitän Langheld von Anfang Dezember 1939 bis Mitte Mai 1940. Mit dem Zerstörer nahm er in der Gruppe 2 unter Kapitän zur See Helmuth Heye an der Operation Weserübung teil.
Von Mitte Juli 1942 bis Januar 1944 war er Kommandant des bei der 4. Zerstörerflottille neu in Dienst gestellten Zerstörers Z 37 und wurde ab Mitte Oktober 1943 durch Helmut von Mantey, welcher ab Januar 1944 offiziell Kommandant von Z 37 wurde, vertreten.
Im Oktober 1942 wurde Langheld zusätzlich mit der Wahrnehmung der Geschäfte der ein zweites Mal aufgestellten 4. Zerstörerflottille beauftragt. Diese Position hatte er bis April 1943 inne. Anschließend war Langheld als Fregattenkapitän Chef der 8. Zerstörerflottille in Narvik und ab April 1944 war er als Kapitän zur See bis Kriegsende Chef der 5. Zerstörerflottille. In dieser Position erhielt er am 21. November 1944 das Deutsche Kreuz in Gold verliehen.